# Народно читалище „Родопска искра – 1880“
Народното читалище „Родопска искра – 1880“ се намира в град Чепеларе и е основано на 1 януари 1880 г.
Родоначалник на читалището е Димитър Николов Митов, като в началото то се е наричало Образователно-спомагателно дружество „Родопска искра“. Друг е деецът Горчо Мерджанов, който участва, когато е бил редактор на списание „Родопски напредък“, като е допринасял в продължение на много време, за да има читалищна сграда в Чепеларе. Благодарение на Ангелина Банкова-Маринова и нейния труд през 1935 година гражданският хор печели званието „Национален първенец“ в София. Също така тя написва и „Химн на Чепеларските хористи“. Тя е активен член на института в периода 1930 – 1947 г.
На 15 септември 1893 година читалището обединява усилията си с културно-просветеното дружество „Проглед“ и на 30 юни 1894 г. започва своята книгоиздателска дейност, като се отпечатва първата му брошура „Митниците на турско-българската граница“. През лятото на 1895 г. е поставена пиесата „Шаранът“ и това дава начало на театралните представления, организирани от колектива на читалището.
От 2017 г. в сградата е уреден етнографски кът с над 180 експонати от чепеларския бит.
Народно читалище „Родопска искра – 1880“ е вдъхновител и организатор на Националните хайдушки празници „Капитан Петко войвода“
| Фолклорен състав „Орфей“                             |
| Детски театрален състав                              |
| Групи по модерни танци за деца до 12-годишна възраст |
| Група по спортни танци за възрастни                  |
| Етнографски кът                                      |
| Изложба „Две истории – една България“                |
| Партньорство с Клуб на инвалида град Чепеларе        |